# Bettsia
Bettsia — рід грибів родини Ascosphaeraceae. Назва вперше опублікована 1972 року.

## Класифікація
До роду Bettsia відносять 2 види:
- Bettsia alvei
- Bettsia fastidia